# アルファ値 (金融経済)
金融経済学におけるアルファ値(アルファち、英: alpha value)とは、特定のリスク資産に対する投資家の「期待（投資）収益率」と、資本資産価格モデル(英: capital asset pricing model, CAPM)による「均衡（期待投資）収益率」との差を指す。市場で形成される価格の歪みを表す尺度として利用される。最初にアルファ値に対して統計的検証を行ったマイケル・ジェンセンの名を冠してジェンセンのアルファ(英: Jensen's alpha)と呼ばれることもある。

## 概要
アルファ値は現代ポートフォリオ理論(MPT)や資本資産価格モデル(CAPM)を基礎とした投資の効率性基準である。同様にMPTやCAPMを基礎とした投資の効率性の基準としてシャープ・レシオとトレイナーの測度がある。CAPMを実際のデータに適用するには、通常以下の線形回帰式に最小二乗法を適用する。
{\displaystyle {\widetilde {R}}_{i,t}-r=\alpha _{i}+\beta _{i}{\Big (}{\widetilde {R}}_{M,t}-r{\Big )}+\epsilon _{i,t},\;t=1,\dots ,T}
ここで {\displaystyle r} は無リスク金利（無リスク資産の金利）であり、{\displaystyle {\widetilde {R}}_{i,t}} は時点 {\displaystyle t} におけるリスク資産 {\displaystyle i} の収益率、{\displaystyle {\widetilde {R}}_{M,t}} は市場ポートフォリオの時点 {\displaystyle t} における収益率である。また {\displaystyle \epsilon _{i,t}} は平均0の誤差項である。
もしCAPMが成立しているのであれば、CAPMの定義より {\displaystyle \alpha _{i}} は0でなくてはならない。なぜならば上の線形回帰式の期待値を取れば
{\displaystyle E[{\widetilde {R}}_{i,t}]-r=\alpha _{i}+\beta _{i}{\Big (}E[{\widetilde {R}}_{M,t}]-r{\Big )}}
となり、これをCAPM
{\displaystyle E[{\widetilde {R}}_{i,t}]-r=\beta _{i}{\Big (}E[{\widetilde {R}}_{M,t}]-r{\Big )}}
と比較すれば、{\displaystyle \alpha _{i}=0} でなければならないことが分かる。
よってこの {\displaystyle \alpha _{i}} が0より大きいとしたら、それはCAPMの不成立を表しその株式からは平均的に超過リターンが得られることになる。つまり理論から逸脱するという意味で異常な期待リターン値を表す以下の {\displaystyle \alpha _{i}}
{\displaystyle \alpha _{i}=E[{\widetilde {R}}_{i,t}]-{\Big (}r+\beta _{i}{\Big (}E[{\widetilde {R}}_{M,t}]-r{\Big )}{\Big )}}
のことをアルファ値と呼ぶ。右辺第1項は株式の期待収益率で第2項はCAPMにおける期待収益率なので、確かに差になっていることが分かる。
マイケル・ジェンセンは上述の推察に基づき、アルファ値によって投資信託が均衡リターンから逸脱する利益を計画的に得られているかを実証的に検証した論文を1968年に発表したが、そのような計画的な利益を得られた投資信託が存在したという証拠は薄いと結論付けている。
また、ここではCAPMが均衡リスクプレミアムの決定式として用いられたが、ファーマ＝フレンチの3ファクターモデルなどの他の資産価格モデルが均衡リスクプレミアムの決定式として用いられることがある。ジェンセンのアルファと呼ばれる際はCAPMを均衡リスクプレミアムとして用いていることが多い。

## 証券取引の判断材料
期待収益率は配当割引モデルなどから導かれ、均衡期待投資収益率は、証券の価格形成がCAPMに基づいていることを前提としてCAPMの公式に従った証券市場線上の当該証券のベータ値に対応する座標から推定される。
- アルファ値がプラスの場合：投資家の予想収益率が均衡収益率を上回り、証券価格が市場で過小評価されていることを表している。
- アルファ値がマイナスの場合：投資家の予想収益率が均衡収益率を下回っており、証券価格が市場で過大評価されていることを表している。

証券価格が市場で過小評価されているということは、将来、証券の価格上昇が見込めるためにプラスは買いシグナルを意味する。逆にマイナスでは売りシグナルとなる。

## 証券投資の運用成績
アルファ値は、投資ファンドが保有・運用するポートフォリオの「パフォーマンス評価」にも使われる。
ファンドの実際の収益率から、市場全体の動きに連動した収益率（リターン）を表す「ベータ値」を差し引いたものがアルファ値として表される。ファンド運用者の判断に関わりのない市場全体の動きによって得られたリターンを除外することで、いずれの証券へ投資するのかといったファンド運用者の判断に起因する運用成績を明らかにするものである。